# فرودگاه پولوتسک
 فرودگاه پولوتسک (به انگلیسی: Polotsk Airport) یک فرودگاه همگانی است که یک باند فرود آسفالت دارد و طول باند آن ۱۴۵۰ متر است. این فرودگاه در شهر پولوتسک و در کشور بلاروس قرار دارد و در ارتفاع ۱۴۳ متری از سطح دریا واقع شده است.